# そっけない君
「そっけない君」（そっけないきみ）は、日本の女性アイドル歌手・柏木由紀の楽曲。作詞は秋元康、作曲は成瀬英樹が担当した。2018年12月5日に柏木の1作目の配信限定シングルとしてYukiRingから発売された。

## 概要
前作「Birthday wedding」以来5年ぶりのシングルで、配信限定というフォーマットはその名義では初。また、ミュージックカードとして3種のmu-moショップ限定盤（それぞれTYPE-A、B、Cと区別されている）、1種の7Netワタナベ商店限定盤（TYPE-E）の4形態で発売。
ミュージックカードには、生写真が1枚封入されている(セブンネットショッピングは1種、mu-moショップは3種でランダム)。
mu-moショップ限定盤3枚同時購入セットには「柏木由紀 2nd Tour 寝ても覚めてもゆきりんワールド 〜あなたを夢中にさせちゃうぞっ?〜」優先入場券や直筆サイン入り生写真の抽選特典がある。
2018年11月21日に放送されたMBSラジオ「アッパレやってまーす!水曜日」で初解禁され、11月22日にはオフィシャルサイトにて先行視聴が開始された。

## シングル収録トラック
「デジタル・ダウンロード」「ミュージックカード」ともに収録トラックは同一。
| 全作曲・編曲: 成瀬英樹。 |                                 |           |            |      |
| #                        | タイトル                        | 作詞      | 作曲・編曲 | 時間 |
| 1.                       | 「そっけない君」                | 秋元康    | 成瀬英樹   | 4:59 |
| 2.                       | 「そっけない君 (Instrumental)」 |           | 成瀬英樹   | 4:59 |
| 合計時間:                | 合計時間:                       | 合計時間: | 9:58       |      |

## タイアップ
- MBSテレビ/TBSテレビ ドラマイズム『この恋はツミなのか!?』オープニングテーマ